# 北海道チャイナワーク
株式会社北海道チャイナワーク（ほっかいどうチャイナワーク、Hokkaido China Work）は、外国語教室、翻訳・通訳、中国旅行、航空券販売、外国人採用コンサルティング、中国ビジネスコンサルティング、人材紹介を行う会社。

## 沿革
- 1999年12月：有限会社北海道チャイナワーク設立。設立時の住所は札幌市北区北7条西5丁目竹山ビル2Ｆ、資本金350万円
- 2001年5月：北8条西5丁目1番地FSビルに移転。
- 2002年2月：資本金を900万円に増資。同年3月、北海道知事登録旅行業3-436号登録
- 2003年4月：事務所及び語学教室を拡大。同年5月、資本金を1,500万円に増資。
- 2006年11月：会社を株式会社化する。
- 2007年2月：資本金を1,850万円に増資。
- 2009年8月：現在地に本社を移転。